# The Tracks of My Tears (sång)
"The Tracks of My Tears" är en låt skriven av Smokey Robinson, Pete Moore, och Marv Tarplin. Låten spelades in av Smokey Robinson & The Miracles 1965 och singeln har sedan första utgivningen sålt i fler är en miljon exemplar. 2007 valdes låten in i The Grammy Hall of Fame och fick hedersmedaljen The Award Of Merit av The American Society of Composers, Authors, and Publishers (ASCAP). Den har även utsetts av musiktidningen Rolling Stone till en av musikhistoriens 500 bästa låtar.

## Bakgrund
I texthäftet till CD-boxen The Motown Story, uppgav Smokey Robinson att grundidén till kompositionen kom från Marv Tarplin, som sjöng och spelade gitarr i The Miracles. Den musikaliska inspirationen kom framför allt från calypso-låten "The Banana Boat Song (Day-O)", inspelad av Harry Belafonte. 
Från det att Tarplin presenterat sin idé tog det över sex månader för Robinson att skriva låttexten. Robinsons inspiration kom efter att han en morgon  tittade sig i spegeln och tänkte: "Vad händer om en person skulle gråta så mycket att du kunde se spår av dennes tårar i ansiktet?"

## Medverkande
- Smokey Robinson – sång, låtskrivare
- Marv Tarplin – guitar, låtskrivare
- Claudette Rogers Robinson – körsång
- Pete Moore – körsång, körarrangemang, låtskrivare
- Ronald White  – körsång
- Bobby Rogers – körsång
- The Funk Brothers - övrig instrumentering
- Detroit Symphony Orchestra - stråkar

## Mottagande
"The Tracks of My Tears" nådde en andraplats på Billboards R&B-lista. 2007 valdes låten in i The Grammy Hall of Fame och fick hedersmedaljen "The Award Of Merit" av The American Society of Composers, Authors, and Publishers (ASCAP). Den har även utsetts av musiktidningen Rolling Stone till en av musikhistoriens 500 bästa låtar.
Motowns grundare Berry Gordy har hävdat att låten är Smokey Robinsons främsta komposition.

## Tolkningar
- Johnny Rivers var 1967 först att på skiva tolka låten. Hans version nådde en tiondeplats på Billboards R&B-lista Billboard Hot 100 chart.
- Aretha Franklin spelade 1969 in låten till sin skiva Soul '69.
- Linda Ronstadt spelade 1975 in låten till sin skiva Prisoner in Disguise. Versionen blev en stor framgång och nådde plats 25 på Billborads Hot 100-lista.[7]
- Shirley tolkade låten 1977, och hamnade på plats 20 på Australiens singellista.[8]
- Colin Blunstone spelade in låten 1982 och nådde plats 60 på den brittiska singellistan.[9]
- Go West spelade in låten som nådde plats 16 på den brittiska singellistan.,[10] nummer 38 på isländska singellistan[11] och nummer 82 på kanadensiska singellistan.[12]
- År 2000 samplade den amerikanska sångaren Pru låten till sin låt "Candles".[13]
- DJ:n och producenten Avicii samplade låten under flera av sina scenframträdanden under 2012, men utgavs aldrig officiellt.

### Fotnoter
1. 1 2  ”The GRAMMY Hall Of Fame”. grammy.com. https://www.grammy.com/grammys/awards/hall-of-fame.
2. 1 2  ”The RS 500 Greatest Songs of All Time”. RollingStone.com. Arkiverad från originalet den 21 juni 2008. https://web.archive.org/web/20080621081033/https://www.rollingstone.com/news/story/6595895/the_tracks_of_my_tears. Läst 19 juni 2008.
3. ↑  ”We Remember Marv Tarplin: Miracles Guitarist Dies at 70”. EURweb.com. 2011-09-30. http://www.eurweb.com/2011/09/we-remember-marv-tarplin-miracles-guitarist-dies-at-70/. Arkiverad 1 december 2017 hämtat från the Wayback Machine. ”Arkiverade kopian”. Arkiverad från originalet den 1 december 2017. https://web.archive.org/web/20171201040127/http://www.eurweb.com/2011/09/we-remember-marv-tarplin-miracles-guitarist-dies-at-70/. Läst 18 januari 2021.
4. 1 2  ”Songfacts Tracks of My Tears”. songfacts.com. https://www.songfacts.com/facts/the-miracles/the-tracks-of-my-tears.
5. ↑  ”"The Tracks of My Tears" by The Miracles”. "The Tracks of My Tears" by The Miracles. YouTube. https://www.youtube.com/watch?v=WqEUj22WZOo.
6. ↑  ”Billboard r&b/hip-hop songs”. billboard.com. https://www.billboard.com/charts/r-b-hip-hop-songs.
7. ↑  Roberts, David (2006). British Hit Singles & Albums (19th). London: Guinness World Records Limited. sid. 469. ISBN 1-904994-10-5
8. ↑  Kent, David (1993). Australian Chart Book 1970-1992. St Ives, N.S.W.: Australian Chart Book. ISBN 0-646-11917-6
9. ↑  Roberts, David (2006). British Hit Singles & Albums (19th). London: Guinness World Records Limited. sid. 67. ISBN 1-904994-10-5
10. ↑  Roberts, David (2006). British Hit Singles & Albums (19th). London: Guinness World Records Limited. sid. 229. ISBN 1-904994-10-5
11. ↑  ”Íslenski Listinn Topp 40 (07.10–13.10)” (på isländska). Dagblaðið Vísir. October 7, 1993. http://timarit.is/view_page_init.jsp?issId=194989&pageId=2618037&lang=is&q=%CDSLENSKI%20LISTINN.
12. ↑  ”RPM 100 Hit Tracks – February 28, 1994”. RPM. Library and Archives Canada. http://www.bac-lac.gc.ca/eng/discover/films-videos-sound-recordings/rpm/Pages/image.aspx?Image=nlc008388.2399&URLjpg=http%3a%2f%2fwww.collectionscanada.gc.ca%2fobj%2f028020%2ff4%2fnlc008388.2399.gif&Ecopy=nlc008388.2399.
13. ↑  Coveney, Janine (September 30, 2000). ”Capitol Lights 'Candles' to Expose World to Artist Pru”. Billboard. Eldridge Industries. https://books.google.com/books?id=NBAEAAAAMBAJ&q=%22Pru%22+%22Candles%22&pg=PA28.